# Operación Gatito Acústico

Sello de la Agencia Central de Inteligencia.

La Operación Gatito Acústico (Acoustic Kitty en inglés) fue un proyecto ideado por la Agencia Central de Inteligencia y desarrollado por el Directorado de la CIA para la Ciencia y la Tecnología durante el transcurso de la Guerra Fría, consistente en usar gatos para interceptar conversaciones potencialmente peligrosas.
El documento que registra tanto el desarrollo como la puesta en práctica de este proyecto fue revelado al público en el año 2001, después de un proceso de desclasificación documental, aunque lo cierto es que todavía se encuentra parcialmente censurado, pues la CIA es reticente a mostrar todos los datos de esta operación.

## Manipulación del gato

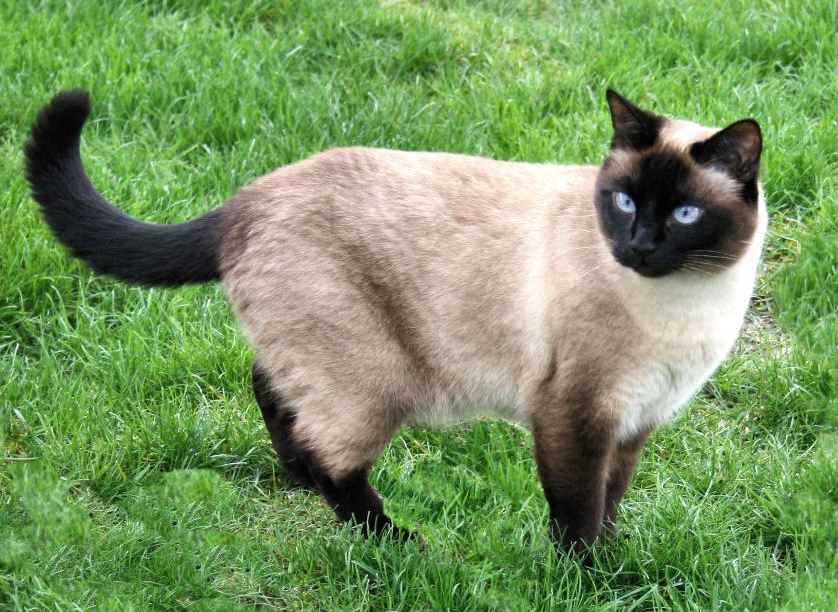
Los investigadores de la CIA decidieron escoger a un gato para que llevase a cabo la misión.

Para conseguir convertir al felino en un animal apto para interceptar conversaciones con la mayor eficacia posible, era necesario manipular su anatomía mediante la cirugía, de forma que se le pudiese implantar un micrófono en su canal auditivo y una antena por medio de la cola. Sin embargo, en las primeras pruebas que se realizaron se observó que el gato se distraía con frecuencia buscando algo de lo que poder alimentarse, por lo que los científicos embarcados en el proyecto sometieron a una nueva intervención quirúrgica al animal para anularle la sensación del hambre. Además, el animal tuvo que ser convenientemente adiestrado para que obedeciese y pudiese llevar a cabo las misiones encargadas con la máxima precisión posible.
Victor Marchetti, quien trabajó a mediados de los sesenta como asistente especial del Director Adjunto de la Agencia Central de Inteligencia, confesó sus impresiones acerca del proyecto a un periódico del Reino Unido llamado The Telegraph:

They slit the cat open, put batteries in him, wired him up. The tail was used as an antenna. They made a monstrosity. They tested him and tested him. They found he would walk off the job when he got hungry, so they put another wire in to override that.
Abrían el gato mediante un tajo, colocaban las baterías en él y las conectaban. La cola era usada como antena. Crearon una monstruosidad. Lo probaron una y otra vez. Descubrieron que el gato podría abandonar el trabajo cuando sintiese hambre, por lo que pusieron otro cable dentro de él para anularla.

## Coste y duración
La duración del proyecto abarcó cinco años (desde 1961 hasta 1966), durante los cuales el gato fue convenientemente amaestrado y sometido a las intervenciones quirúrgicas necesarias para dotarlo de los artilugios que pudiesen captar las conversaciones. La operación fue financiada con veinte millones de dólares, aunque existen fuentes que reducen la cantidad a quince millones.

## Estreno y fracaso
La puesta en acción de este novedoso proyecto se produjo en el año 1966, cuando el gato que había sido manipulado y adiestrado durante cinco años fue liberado en las proximidades de la embajada soviética en Wisconsin Avenue, en Washington D. C., con el objetivo de que se aproximase hasta un parque localizado en las inmediaciones del edificio en el que se iban a reunir, durante el almuerzo, un par de espías de la URSS. La misión encomendada al felino consistía en aproximarse lo suficiente para que el micrófono que llevaba implantado pudiese registrar las conversaciones mantenidas entre los agentes extranjeros. Sin embargo, el animal fue arrollado por un taxi a los pocos minutos de ser soltado, muriendo de forma instantánea.
Con la muerte accidental del gato se perdieron todos los millones de dólares que durante cinco años habían sido invertidos, por lo que no resulta extraño que meses más tarde la CIA optara por cancelar y abandonar el proyecto ante los elevados costes que presentaba y los riesgos que entrañaba la puesta en práctica de la misión. En los documentos desclasificados se dice que «los factores ambientales y de seguridad que concurren en el uso de esta técnica en una situación real, nos obliga a concluir que para nuestros propósitos no sería viable».

## Curiosidades
Esta operación de la CIA tuvo una cierta repercusión en la literatura y en la música, además de coincidir su verdadera puesta en práctica con el estreno de una película en la que se trataba un proyecto similar al de la Operación Gatito Acústico.

### Coincidencia cinematográfica
En el año 1966, que fue cuando se le encomendó la primera misión real al gato, se estrenó un filme británico, cuyo título original es The Spy with a Cold Nose, en la que un veterinario es contratado por el Gobierno Británico para implantarle un dispositivo de grabación dentro de un perro, que posteriormente será regalado a los soviéticos. Sin embargo, el animal cae enfermo y el veterinario debe de volar a la URSS con urgencia para evitar que los soviéticos descubriesen que su mascota era un espía a servicio del Gobierno de Gran Bretaña.

### La Operación Gatito Acústico en la música
El proyecto de la CIA también tuvo su reflejo en el campo musical, puesto que el músico canadiense John Mann produjo en el año 2002 un álbum titulado Acoustic Kitty. Además, en el 2007 se formó una banda de rock alternativo llamada My Acoustic Kitty en San Diego, California.